# William Peterson (padre)
William Peterson foi deão de Carlisle entre 1626 e 1629 e de Exeter entre 1629 e 1661.